# Onymacris plana
Onymacris plana (Péringuey, 1886) è un coleottero tenebrionidae del genere Onymacris.
Come la maggior parte dei tenebrionidi, è di colore nero, ha le elitre butterate e chitinose con una linea in ognuna di esse.
Questo coleottero è fitofago, cioè si nutre di linfa vegetale. È un insetto endemico della Namibia e vive principalmente nei deserti.
Onymacris plana ha un accentuato dimorfismo sessuale: le femmine hanno una forma più rotondeggiante dei maschi, che hanno invece una forma ovale.
Il ciclo vitale di questa specie è uguale alla maggior parte di quella degli altri coleotteri: la larva si nutre di vegetali fino a che non si impupa e successivamente raggiunge l'età adulta che può superare i tre anni.